# Aix (Corrèze)
Aix (wym. [ɛks]) – miejscowość i gmina we Francji, w regionie Nowa Akwitania, w departamencie Corrèze.
Według danych na rok 1990 gminę zamieszkiwało 325 osób, a gęstość zaludnienia wynosiła 7 osób/km² (wśród 747 gmin Limousin Aix plasuje się na 341. miejscu pod względem liczby ludności, natomiast pod względem powierzchni na miejscu 45.).